# Luszynka
Luszynka (ros. Люшинка) – wieś (ros. деревня, trb. dieriewnia) w zachodniej Rosji, w sielsowiecie gorodienskim rejonu lgowskiego w obwodzie kurskim.

## Geografia
Miejscowość położona jest nad Sejmem, 1,5 km od centrum administracyjnego sielsowietu (Gorodiensk), 4 km na północny wschód od centrum administracyjnego rejonu (Lgow), 59 km na południowy zachód od Kurska, 6 km od drogi regionalnego znaczenia 38K-017 (Kursk – Lgow – Rylsk – granica z Ukrainą) – część trasy europejskiej E38.
We wsi znajduje się 35 posesji (w tym 3 na jedynej ulicy – Kalinina).
Klimat
Miejscowość, jak i cały rejon, znajduje się w strefie klimatu kontynentalnego z łagodnym ciepłym latem i równomiernie rozłożonymi opadami rocznymi (Dfb w klasyfikacji klimatów Köppena).

## Demografia
W 2010 r. wieś zamieszkiwało 59 osób.